# Condición de colinealidad
Condición de colinealidad es aquella condición geométrica que se cumple cuando el punto de vista, el punto imagen y el punto objeto se encuentran en la misma recta.

## Definición
En fotogrametría, se entiende por condición de colinealidad aquella que obliga a que se encuentren en la misma recta el centro de proyección, el punto imagen y el punto objeto proyectado. De tal forma que si conseguimos que esta condición se cumpla en las dos perspectivas de ese mismo punto objeto, queda asegurada la intersección de dos rayos homólogos en el punto del terreno prefijado.
Las ecuaciones que dan cuenta de dicha condición son:

{\displaystyle x'=-f\cdot {\frac {m_{11}(X-X_{0})+m_{12}(Y-Y_{0})+m_{13}(Z-Z_{0})}{m_{31}(X-X_{0})+m_{32}(Y-Y_{0})+m_{33}(Z-Z_{0})}}}

{\displaystyle y'=-f\cdot {\frac {m_{21}(X-X_{0})+m_{22}(Y-Y_{0})+m_{23}(Z-Z_{0})}{m_{31}(X-X_{0})+m_{32}(Y-Y_{0})+m_{33}(Z-Z_{0})}}}
Siendo:
{\displaystyle x'} e {\displaystyle y'} : Coordenadas imagen del punto.
{\displaystyle f} : Distancia principal o focal de la cámara.
{\displaystyle X_{0}} , {\displaystyle Y_{0}} , {\displaystyle Z_{0}} : Coordenadas del punto de proyección o del punto de vista.
{\displaystyle m_{11}...m_{33}} : Elementos de la matriz de rotación {\displaystyle M} que da cuenta de los giros entre el sistema imagen y el sistema objeto.

{\displaystyle M=\left({\begin{array}{ccc}m_{11}&m_{12}&m_{13}\\m_{21}&m_{22}&m_{23}\\m_{31}&m_{23}&m_{33}\end{array}}\right)}

Elementos de la Matriz de Rotación:

{\displaystyle m_{11}=\cos {\varphi }\cdot \cos {\kappa }}
{\displaystyle m_{12}=\cos {\omega }\cdot \sin {\kappa }+\sin {\omega }\cdot \sin {\varphi }\cdot \cos {\kappa }}
{\displaystyle m_{13}=\sin {\omega }\cdot \sin {\kappa }+\cos {\omega }\cdot \sin {\varphi }\cdot \cos {\kappa }}
{\displaystyle m_{21}=-\cos {\varphi }\cdot \sin {\kappa }}
{\displaystyle m_{22}=\cos {\omega }\cdot \cos {\kappa }+\sin {\omega }\cdot \sin {\varphi }\cdot \sin {\kappa }}
{\displaystyle m_{23}=\sin {\omega }\cdot \cos {\varphi }+\sin {\omega }\cdot \sin {\varphi }\cdot \sin {\kappa }}
{\displaystyle m_{31}=\sin {\varphi }}
{\displaystyle m_{32}=-\sin {\omega }\cdot \cos {\varphi }}
{\displaystyle m_{33}=\cos {\omega }\cdot \cos {\varphi }}